# Elección complementaria de Chile del 23 de marzo de 1958
El 23 de marzo de 1958 se realizó una elección parlamentaria complementaria para llenar la vacancia de un diputado por el Tercer Distrito de la Novena Agrupación Departamental, correspondiente a la provincia de Santiago, producida por el fallecimiento de Fernando Rojas Wolff (PL) el 18 de septiembre de 1957. La elección extraordinaria —que se convirtió en la última antes de la introducción de la cédula única de votación— fue convocada mediante un decreto promulgado el 20 de enero de 1958.

## Candidatos
El Partido Demócrata Cristiano (PDC) presentó en noviembre de 1957 la candidatura de Eduardo Simian, exjugador de fútbol del Club Universidad de Chile. Contó con el apoyo del Partido Agrario Laborista y el Partido Nacional.
El Partido Democrático (PDo) inicialmente había propuesto las candidaturas de Hernán Correa Labra y Luis Navarro Silva, y el 5 de noviembre de 1957 el Frente de Acción Popular (FRAP) —coalición de la que formaba parte el PDo— decidió que llevaría un candidato de sus filas. El 12 de noviembre el FRAP anunció a René Aravena como su candidato a diputado.
El Partido Liberal (PL) proclamó el 25 de noviembre de 1957 como candidato a Enrique Edwards Orrego, gerente de la Asociación de Industriales Metalúrgicos (Asimet), contando con el apoyo del Partido Conservador Unido, siendo ratificado por la Junta Ejecutiva del PL al día siguiente. Las mujeres militantes del Partido Liberal, encabezadas por María Correa Morandé y Elena Ruedi de Solá, intentaron infructuosamente presentar la candidatura de Hilda Müller Hess. La campaña de Edwards contó con la participación activa de Jorge Alessandri, candidato en la elección presidencial de 1958.
A fines de diciembre de 1957 el Partido Radical de Chile (PR) anunció que presentaría un candidato propio a la elección, nombrando las precandidaturas de Rodrigo González, exembajador en Centroamérica, Hernán Leigh Guzmán, vocal del Comité Ejecutivo Nacional del PR, y Eugenio Velasco Letelier, director de la Escuela de Derecho de la Universidad de Chile. El 4 de enero de 1958 el PR proclamó como su candidato a Juan Briones Villavicencio, regidor de la Municipalidad de Santiago y que militaba en el Partido Socialista. Contó con el apoyo de Luis Bossay, candidato radical a la presidencia en la elección que se desarrollaría en septiembre.
Entre las candidaturas que no prosperaron se encontraba la de Carlos Vicuña Fuentes, presentado en noviembre de 1957 por un grupo de independientes, y la de Humberto Valenzuela por el Partido Obrero Revolucionario, presentada en diciembre del mismo año.

## Resultados
El número de electores inscritos en los registros, y habilitados para votar en la elección complementaria, fue de 134 600 ciudadanos. Los resultados de la elección fueron los siguientes:
|  | 35.52 % |

|  | 28.68 % |

|  | 25.76 % |

|  | 10.04 % |

El resultado provisorio por comuna, entregado el mismo día de la elección, fue el siguiente:
| Comuna             | Edwards | Simian | Aravena | Briones |
| ------------------ | ------- | ------ | ------- | ------- |
| Comuna             |         |        |         |         |
| Puente Alto        | 2371    | 1108   | 2107    | 738     |
| Providencia        | 6833    | 4899   | 1289    | 1363    |
| Las Condes         | 3153    | 2505   | 1016    | 502     |
| San Miguel         | 3615    | 4049   | 9012    | 1794    |
| La Florida         | 1452    | 797    | 346     | 154     |
| La Granja          | 942     | 946    | 1072    | 361     |
| San José de Maipo  | 251     | 235    | 463     | 229     |
| Pirque             | 1038    | 160    | 98      | 37      |
| Ñuñoa              | 6786    | 6441   | 3318    | 2295    |
| La Cisterna        | 2610    | 2374   | 2441    | 866     |
| Total              | 29 051  | 23 564 | 21 172  | 8359    |
| Fuente: La Nación. |         |        |         |         |

Enrique Edwards juró como diputado en la sesión realizada el 25 de abril de 1958. El resultado de la elección dio pie a que los partidos de centro formaran el Bloque de Saneamiento Democrático, que impulsó la derogación de la Ley de Defensa Permanente de la Democracia y una reforma electoral que buscaba eliminar el cohecho.